# 法尼亚诺堡
法尼亚诺堡（義大利語：Fagnano Castello）是意大利科森扎省的一个市镇。总面积29平方公里，人口3996人，人口密度137.8人/平方公里（2009年）。ISTAT代码为078051。